# Afraflacilla courti
Afraflacilla courti là một loài nhện trong họ Salticidae.
Loài này thuộc chi Afraflacilla. Afraflacilla courti được Marek Żabka miêu tả năm 1993.